# Quido Adamec
Quido Adamec (* 15. Dezember 1924 in Prag; † 22. Juli 2007) war ein tschechischer Eishockeyschiedsrichter und Mitglied der IIHF Hall of Fame.

## Karriere
Sein erstes Spiel leitete er 1946. Von 1952 bis 1969 war er in der tschechoslowakischen Liga Schiedsrichter. International war er bei sieben Eishockey-Weltmeisterschaften Spielleiter, darunter auch die Weltmeisterschaften 1959 in der Tschechoslowakei. 
Seit 1973 ist er Vorsitzender des Tschechischen Schiedsrichter-Verbandes und er war über 25 Jahre Mitglied des Internationalen IIHF-Schiedsrichter-Verbandes. 2005 wurde er mit der Aufnahme in die IIHF Hall of Fame geehrt. 2016 folgte die Aufnahme in die Tschechische Eishockey-Ruhmeshalle.